# Covelo (Tábua)
Covelo is een plaats (freguesia) in de Portugese gemeente Tábua en telt 308 inwoners (2001).